# WISE 0811-8051
WISE 0811-8051  (= WISE J081117.81-805141.3) is een bruine dwerg met een spectraalklasse van T9.5. De ster bevindt zich 33,11 lichtjaar van de zon.